# Sender Trier
Der Mittelwellensender Trier wurde 1932 ins Leben gerufen. Er befand sich in der Ruwerer Straße 16 (heute: Herzogenbuscher Straße) in Trier-Nord und verwendete von seiner Inbetriebnahme am 19. Februar 1933 bis zum Jahr 1935 als Sendeantenne eine vertikale Reusenantenne, die an einem Hanfseil aufgehängt war, welches zwischen zwei 63 Meter hohen Holztürmen, die sich in einem gegenseitigen Abstand von 120 Metern befanden, gespannt war. 1935 wurde diese Antenne durch einen 107 Meter hohen Holzturm ersetzt, der in seinem Innern eine Drahtantenne trug.
Von 1932 bis zum 30. September 1936 befand sich in Trier auch ein Rundfunkstudio, welches dann nach Koblenz verlegt wurde.
Im Februar 1945 wurden die technischen Einrichtungen des Senders von der Wehrmacht demontiert. Der Holzturm wurde 1948 demontiert. Der Straßenname Am Sender weist seit 1934 auf den nunmehr ehemaligen Standort des Senders Trier hin.
1950 wurde auf dem Petrisberg ein neuer Mittelwellensender errichtet, welcher als Sendeantenne einen gegen Erde isolierten, abgespannten Stahlfachwerkmast verwendete. Diese Anlage wurde 1958 auf den Markusberg verlegt, wo sie bis 1974 in Betrieb war.